# Круговой разворот

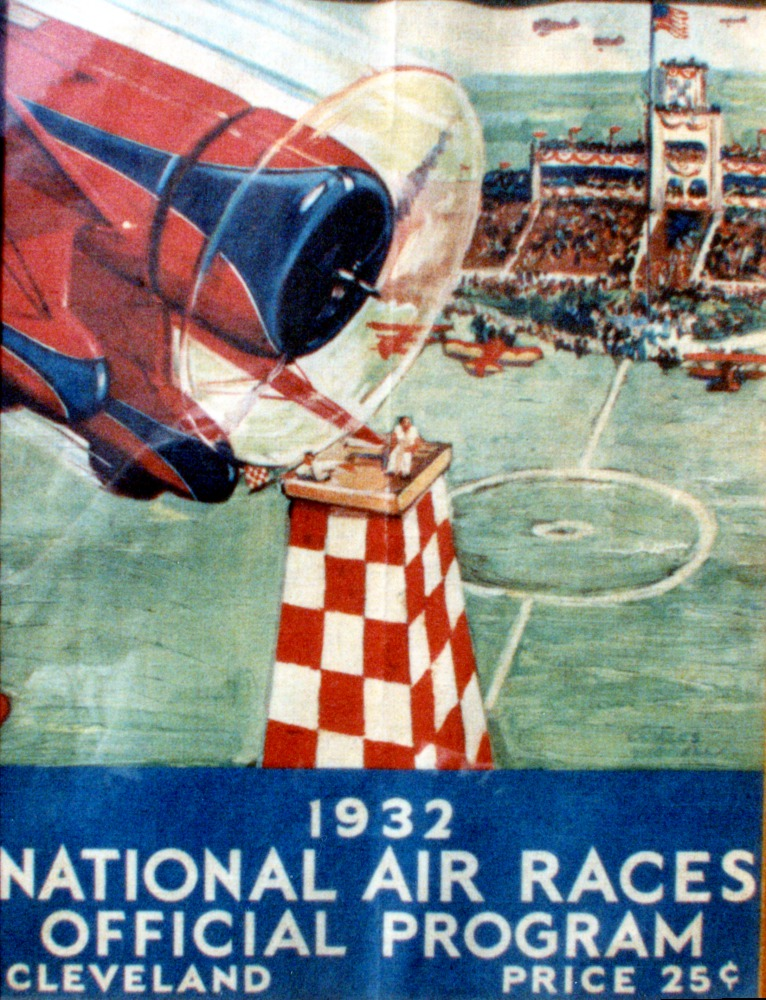
Афиша национальных авиационных состязаний 1932 года с изображением самолёта, закладывающего круг

Круговой разворот или полный круг (англ. pylon turn) — фигура пилотажа, при выполнении которой летательный аппарат ложится на крыло и описывает круг 360°, при этом на протяжении разворота левое или правое крыло обращено в направлении земли, конец крыла направлен в воображаемую точку на земле, являющуюся геометрическим центром круга, образуя таким образом своеобразный «столб» (pylon). Фигура применялась во время авиационных состязаний, а также для беспосадочной адресной доставки почты. Позже, усмотрев её потенциал для обстрела наземных целей, техника выполнения кругового разворота легла в основу концепта ганшипа.

## История
Своё название данный манёвр получил от специального упражнения авиационных состязаний 1920—1940-х годов, требовавших от пилота заложить круг или несколько кругов над длинным столбом с высокой точностью, не потеряв при этом управления и не сорвавшись в неконтролируемое падение, что было проблематично на винтомоторных самолётах той поры.
Зародилось данное соревнование в США, будучи включено в программу ежегодных национальных авиационных состязаний, проходивших в Кливленде. Достопримечательностью Кливлендского лётного поля, в небе над которым проходили соревнования, был так называемый Бендиксовский столб (англ. Bendix Pylon), который представлял собой наблюдательную вышку, одновременно служившую в качестве стартовой-финишной точки и воздушного ориентира.

## Техника выполнения
Отработка разворота при подготовке пилотов гражданской авиации и военных лётчиков отличается высотой, подготовка последних проводится на малых высотах.
|  |  |  |

## Выполнение в боевой обстановке
Потенциал применения кругового разворота для решения огневых задач по обстрелу наземных целей был впервые реализован на практике в 1926 году лейтенантом Фредом Нельсоном, который оборудовал биплан DH-4 направленным вбок пулемётом и самостоятельно провёл испытания, стреляя по целям на земле пока самолёт летел на боку, пулемётом в направлении земли. Впоследствии идея неоднократно реанимировалась в разное время, под такой способ стрельбы переоборудовались различные самолёты, но тем не менее, он не был востребован массово.
Теория применения кругового разворота в боевой обстановке для обстрела наземных целей была развита авиаинженером Ральфом Флексманом, который в бытность свою пилотом-инструктором кружил над лётным полем перпендикулярно земле, развернув самолёт кончиком крыла в направлении на столб колдуна, видневшегося яркой точкой с воздуха.
В период Второй Индокитайской войны этот способ стал основным для нанесения точечных ударов по противнику при выполнении американскими ганшипами задач воздушного патрулирования территорий партизанской активности над Южным Вьетнамом, Лаосом и Камбоджей.